# Cotinga
Cotinga – rodzaj ptaków z podrodziny bławatników (Cotinginae) w rodzinie bławatnikowatych (Cotingidae).

## Występowanie
Rodzaj obejmuje gatunki występujące w Ameryce.

## Morfologia
Długość ciała 17–20 cm; masa ciała 51,5–75 g.

## Systematyka

### Etymologia
- Cotinga: języku tupi. nazwa Catingá oznaczająca „jasny las (ptak)” dla kolorowych bławatników[6].
- Orbignesius: prof. Alcide Charles Victor Dessalines d’Orbigny (1802–1857), francuski przyrodnik, odkrywca, kolekcjoner z tropikalnej Ameryki[7]. Nomen nudum.
- Hylocosmia: gr. ὑλη hulē „teren lesisty, las”; κοσμος kosmos „ornament, ozdoba”[8]. Nowa nazwa dla Cotinga Brisson, 1760.

### Podział systematyczny
Do rodzaju należą następujące gatunki:
- Cotinga maynana (Linnaeus, 1766) – bławatnik śliwogardły
- Cotinga cayana (Linnaeus, 1766) – bławatnik kajeński
- Cotinga amabilis Gould, 1857 – bławatnik meksykański
- Cotinga ridgwayi Ridgway, 1887 – bławatnik turkusowy
- Cotinga nattererii (Boissonneau, 1840) – bławatnik niebieski
- Cotinga cotinga (Linnaeus, 1766) – bławatnik purpurowy
- Cotinga maculata (Statius Müller, 1776) – bławatnik modry